# Musse Yohannes
Musse Yohannes (nascido em 9 de outubro de 1958) é um ex-ciclista etiopiano.
Participou nos Jogos Olímpicos de 1980, realizados na cidade de Moscou, União Soviética. Competiu na prova individual do ciclismo de estrada, mas não conseguiu terminar a corrida.